# Sébastien Haller
Pour les articles homonymes, voir Haller.
Sébastien Haller, né le 22 juin 1994 à Ris-Orangis (Essonne), est un footballeur international ivoirien qui évolue au poste d'avant-centre au FC Utrecht.
Le 11 février 2024, il inscrit le but victorieux pour la Côte d'Ivoire dans les dix dernières minutes de la rencontre lors de la finale de la Coupe d'Afrique des Nations 2023 face au Nigeria.

## Biographie

### Enfance et formation
Sébastien Haller naît le 22 juin 1994 à Ris-Orangis (Essonne) d'un père français et d'une mère ivoiriennedont le nom est Simone Kuyo.
Il grandit dans la cité difficile de la Croix Blanche à Vigneux-sur-Seine. Il débute au FCO Vigneux de 2003 à 2005. Il rejoint ensuite le CS Brétigny Football où il reste deux ans. Grâce à un partenariat avec Brétigny, il passe avec succès un test à l'AJ Auxerre qu'il intègre à 13 ans et où il est régulièrement surclassé.

### Débuts professionnels à l'AJ Auxerre (2012-2014)
Le 26 juin 2011, dans la foulée de ses performances lors de la coupe du monde des moins de 17 ans, Sébastien Haller signe son premier contrat professionnel. Il joue son premier match professionnel un an plus tard contre Nîmes lors d'une victoire 2-0 de l'AJ Auxerre.

### Confirmation au FC Utrecht (2015-2017)
En manque de temps de jeu à l'AJ Auxerre, Sébastien Haller est supervisé par Didier Martel, ex joueur de l'AJA et recruteur du Football Club Utrecht, et il y est prêté six mois, avec option d'achat, lors du mercato hivernal 2014-2015. Le 15 février 2015, il inscrit un quadruplé face à Dordrecht, une prouesse non réalisée en Eredevisie depuis 2011, par Bas Dost. Il offre la victoire à Utrecht face à Twente le 19 avril (victoire 1-0), il est alors impliqué sur 11 (8 buts, 3 passes décisives) des 22 buts de son équipe depuis son arrivée.

### Découverte de l'Europe avec l'Eintracht Francfort (2017-2019)
Le 15 mai 2017, Sébastien Haller quitte les Pays-Bas pour signer quatre ans avec l'Eintracht Francfort contre environ six millions d'euros. Sa pré-saison est étincelante, le Français marquant un quintuplé dès son premier match contre le SV 1920 Heftrich.
Haller débute officiellement pour Francfort le 12 août 2017 durant une rencontre de coupe d'Allemagne. L'attaquant se distingue en étant impliqué dans les trois buts de son équipe, marquant un but et offrant deux passes décisives,. Le 20 août, Haller débute en Bundesliga lors d'un match nul contre Fribourg.

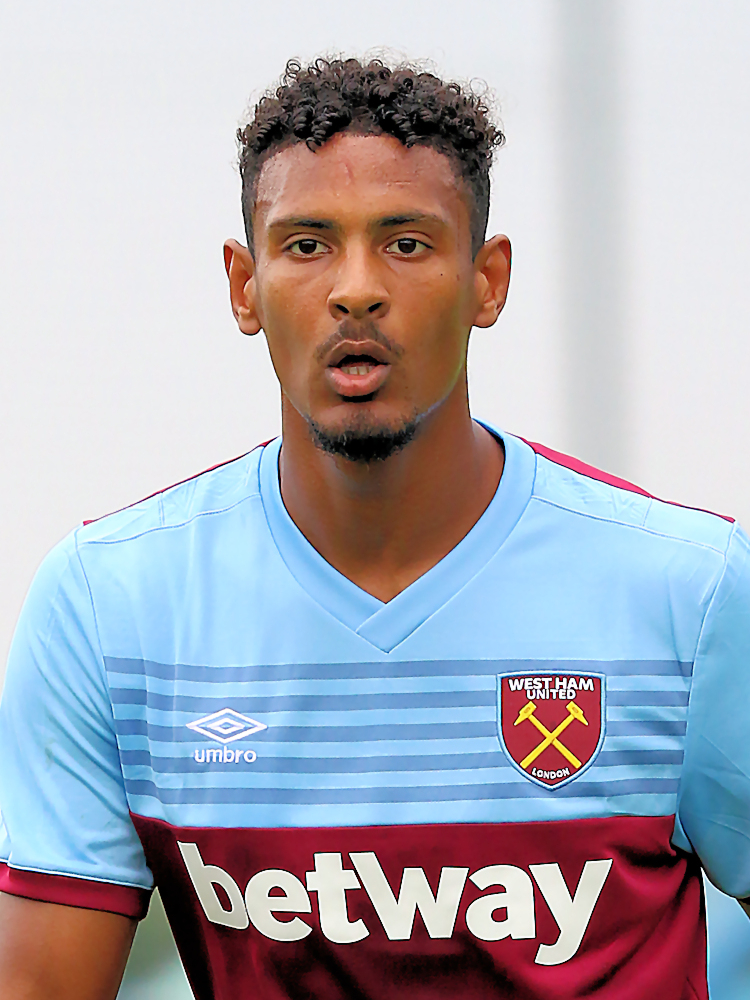
Sébastien Haller en 2019

### Un an et demi à West Ham United (2019-2021)
Le 17 juillet 2019, Sébastien Haller s'engage pour cinq ans avec West Ham United. Le 10 août suivant, il fait ses débuts en Premier League face à Manchester City (1re journée, défaite 0-5). Il marque ses deux premiers buts sous le maillot des Hammers à l'occasion d'un match de championnat face à Watford le 24 août 2019 (3e journée, victoire 1-3). Il conclut sa première saison en Premier League avec 32 apparitions dont 24 titularisations et 7 buts inscrits.
Lors du début de saison 2020-2021, Michail Antonio lui est préféré à la pointe de l'attaque. Malgré la blessure de l'attaquant anglais fin octobre, il ne parvient pas à s'imposer aux yeux de David Moyes qui lui reproche un manque de mobilité et de finition. Le manager écossais désire alors le renfort d'un attaquant du profil d'Antonio lors du mercato d'hiver, souhaitant notamment le retour de Marko Arnautovic.

### La Ligue des champions avec l'Ajax d'Amsterdam (2021-2022)
Le 8 janvier 2021, il signe en faveur de l'Ajax d'Amsterdam pour un montant estimé à 22,5 millions d'euros. En septembre 2021, pour son premier match en Ligue des champions, Sébastien Haller inscrit un quadruplé face au Sporting Portugal, permettant à son équipe de l'emporter 5-1 à l'extérieur ;  il égale un record de Marco van Basten de 1992,.

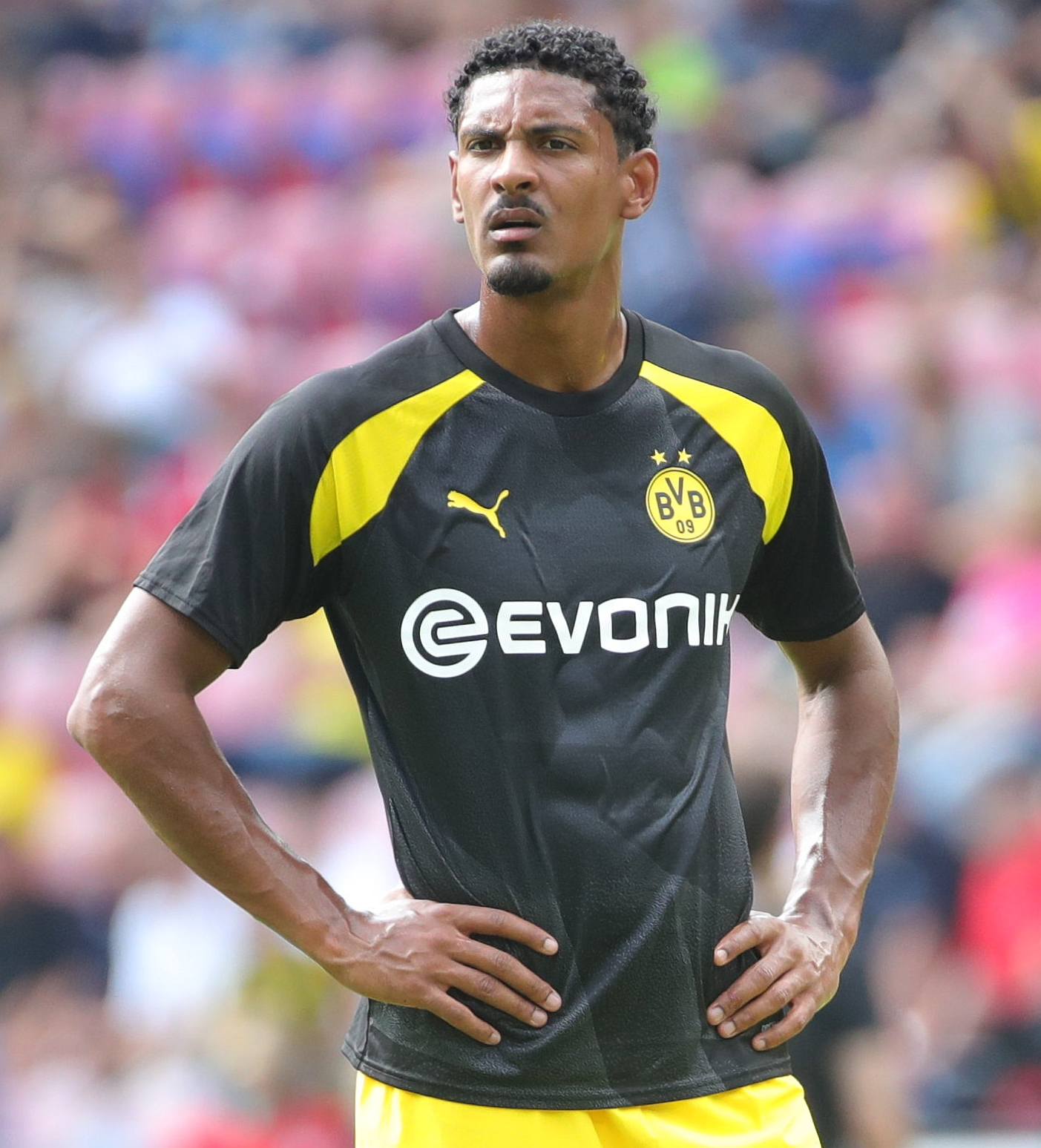
2023-08-12 TSV Schott Mainz gegen Borussia Dortmund (DFB-Pokal 2023-24) by Sandro Halank–040

### Bundesliga avec le Borussia Dortmund (2022-)
En juillet 2022, le Borussia Dortmund annonce la signature de l'attaquant ivoirien pour 31 millions d'euros et contrat allant jusqu'en 2026. Cependant, quelques jours après sa signature, un cancer des testicules lui est diagnostiqué et le tient éloigné des terrains plusieurs mois,. Ayant vaincu la maladie, il revient début 2023 et fait sa première apparition en match officiel avec les jaunes et noirs le 22 janvier, en disputant 28 minutes lors de la réception du FC Augsbourg (victoire 4-3), à l'occasion de la 16e journée de Bundesliga. Sébastien Haller marque ensuite son premier but sous ses nouvelles couleurs contre le SC Fribourg (victoire 5-1) lors de la 19e journée. Malgré l'élimination en huitièmes de finale de Ligue des champions contre Chelsea, l'Ivoirien se montre efficace et devient rapidement titulaire à la pointe de l'attaque du Borussia. Il inscrit 9 buts et réalise 5 passes décisives au cours de la phase retour où le BVB lutte pour la course en tête en championnat. Devançant le Bayern Munich au classement avant le dernier match, Dortmund est finalement tenu en échec à domicile par Mayence (2-2) — Sébastien Haller manque un penalty — et perd ainsi le titre lors de la dernière journée.

### En sélection nationale

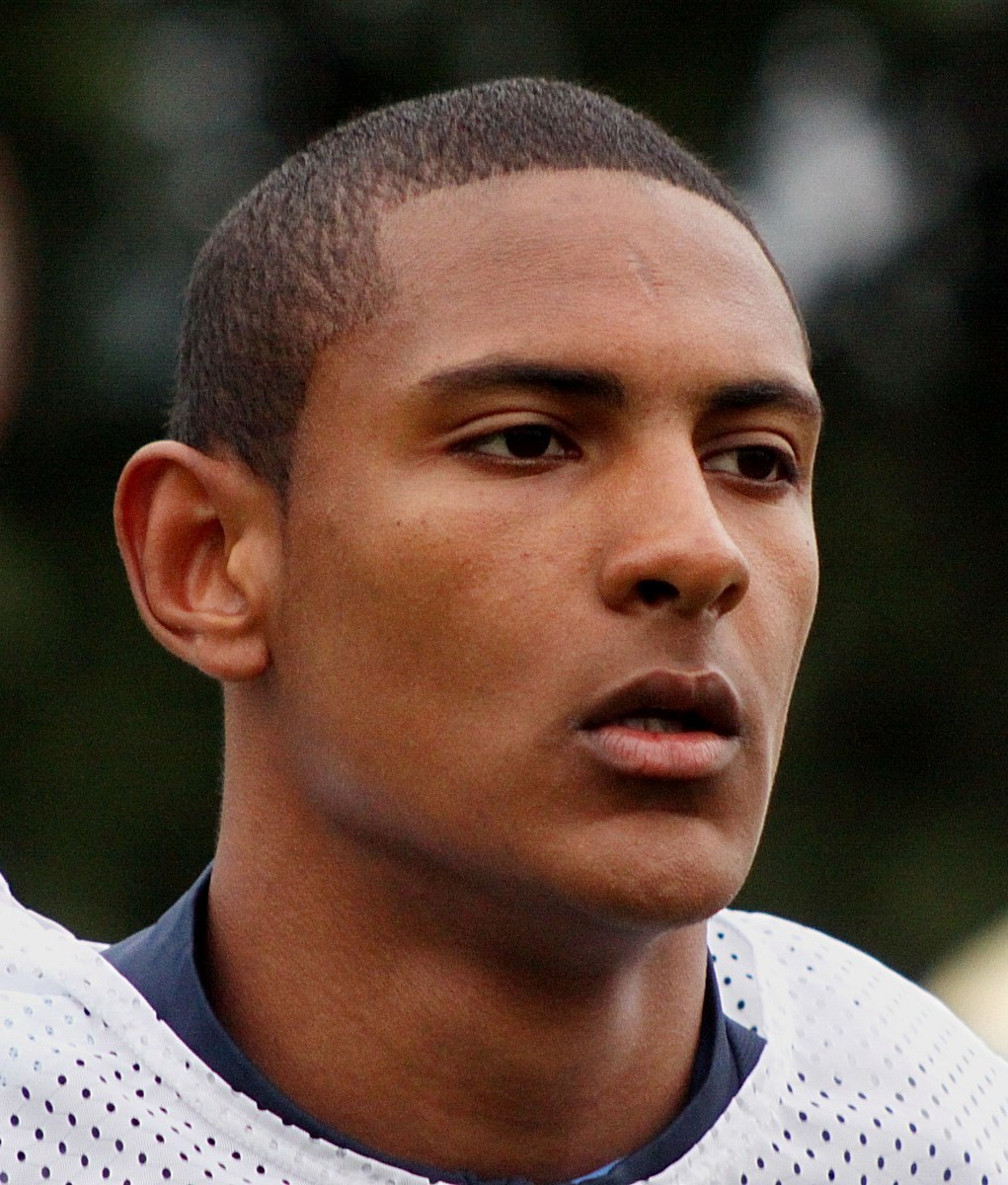
U-19 EC-Qualifikation Austria vs. France 2013-06-10 (131) (cropped)

#### Équipes de France jeunes
Sébastien Haller est appelé régulièrement dans les diverses catégories de jeunes de l'équipe de France. Il joue ainsi pour les moins de 16 ans, les moins de 17 ans, moins de 18 ans, moins de 19 ans et enfin les moins de 20 ans.
En 2011, il participe au championnat d'Europe des moins de 17 ans organisé en Serbie. Il joue trois matchs lors de ce tournoi. Il s'illustre en marquant un doublé lors de la première rencontre face à l'Angleterre. Il dispute ensuite quelques semaines plus tard la Coupe du monde des moins de 17 ans en compagnie de deux autres auxerrois, Souahilo Meïté et Raphaël Calvet. Lors de ce mondial qui se déroule au Mexique, il joue quatre matchs. Il se met en évidence lors de la première rencontre face à l'Argentine, en marquant un but et en délivrant une passe décisive. La France est éliminée en quarts de finale par le pays organisateur.
Par la suite, en mars 2013, il inscrit un doublé avec les moins de 19 ans, lors d'une rencontre amicale face au Danemark.
Le 7 novembre 2013, Sébastien Haller est convoqué pour la première fois par Willy Sagnol pour jouer avec l'équipe de France espoirs. Le 14 novembre, il joue son premier match avec les espoirs, contre l'Arménie, lors des éliminatoires de l'Euro espoirs 2015. Il se met de suite en évidence en inscrivant un but, avec à la clé une large victoire sur le score de 6-0. Il n'est plus appelé avec les espoirs en 2014. Il fait son retour dans la sélection espoirs pour une confrontation amicale contre l'Estonie le 25 mars 2015. À cette occasion, il inscrit un triplé. Un an plus tard, il se met de nouveau en évidence, en étant l'auteur d'un doublé face à l'Écosse, lors des éliminatoires de l'Euro espoirs 2017.

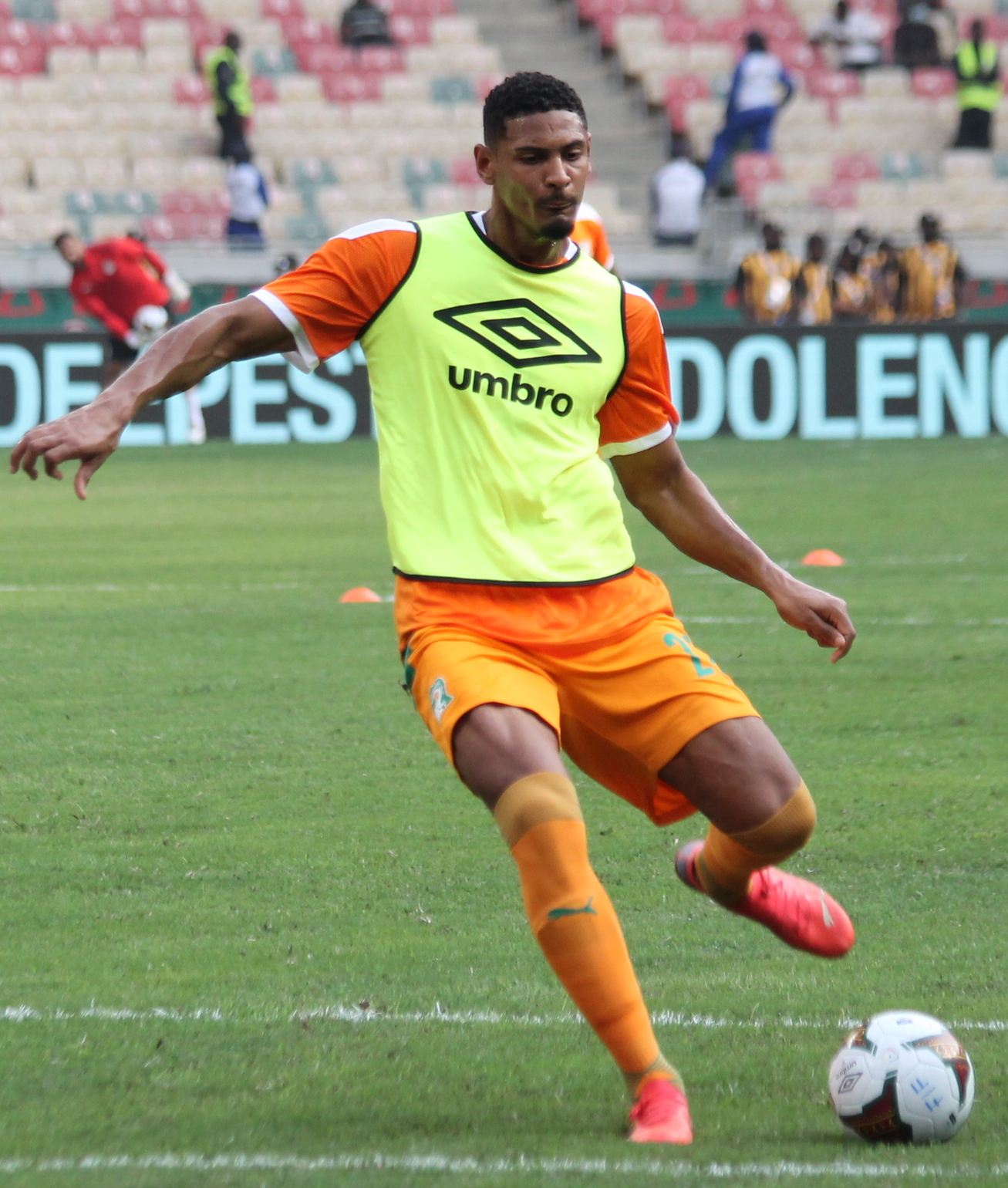
Sébastien Haller (cropped)

#### Équipe de Côte d'Ivoire
En 2020, à 26 ans, le franco-ivoirien est contacté par le sélectionneur de Côte d'Ivoire, Patrice Beaumelle, qui le convainc d'opter pour les Éléphants, bien qu'il ait grandi en France et connu les équipes de jeunes avec les Bleus. Il est convoqué le 5 novembre pour une double confrontation contre Madagascar. Le 12 novembre, pour sa première sélection, il rentre en jeu à la 25e minute et marque le but de la victoire à la 55e minute (score final 2-1).
Haller participe à sa première compétition internationale lors de la Coupe d'Afrique des nations 2021 au Cameroun, les ivoiriens seront éliminés en huitièmes-de-finales par l'Égypte aux tirs-au-but.
Le 28 décembre 2023, il est retenu dans la liste des vingt-sept joueurs ivoiriens sélectionnés par Jean-Louis Gasset pour disputer la Coupe d'Afrique des nations 2023. Malgré un premier succès encourageant contre la Guinée-Bissau, son équipe chute contre le Nigéria et la Guinée Équatoriale, finissant 3e de son groupe. Grâce au succès du Maroc face à la Zambie, la Côte d'Ivoire accède néanmoins aux huitièmes de finale, faisant partie des quatre meilleurs troisièmes de groupe. Après un changement de coach, l'équipe de Côte d'Ivoire réalise une phase éliminatoire dantesque où elle réussit à éliminer aux tirs au but le Sénégal, tenant du titre, le Mali et le Congo en demi-finale après qu'Haller a offert la victoire grâce à un but à la 65e minute.
Le 11 février 2024, lors de la finale de la Coupe d'Afrique des Nations opposant le Nigeria à la Côte d'Ivoire, Sébastien Haller offre la victoire à l'équipe ivoirienne d'un but décisif à la 81e minute.

## Statistiques
| Saison                | Club                  | Championnat           | Championnat | Championnat | Championnat | Coupe nationale | Coupe nationale | Coupe nationale | Coupe de la Ligue | Coupe de la Ligue | Coupe de la Ligue | Supercoupe | Supercoupe | Supercoupe | Compétition(s) continentale(s) | Compétition(s) continentale(s) | Compétition(s) continentale(s) | Compétition(s) continentale(s) | Play-offs | Play-offs | Play-offs | Total | Total | Total |
| Saison                | Club                  | Division              | M.          | B.          | P.d.        | M.              | B.              | P.d.            | M.                | B.                | P.d.              | M.         | B.         | P.d.       | Comp.                          | M.                             | B.                             | P.d.                           | M.        | B.        | P.d.      | M.    | B.    | P.d.  |
| 2012-2013             | AJ Auxerre            | Ligue 2               | 17          | 2           | 2           | -               | -               | -               | 1                 | 0                 | 0                 | -          | -          | -          | -                              | -                              | -                              | -                              | -         | -         | -         | 18    | 2     | 2     |
| 2013-2014             | AJ Auxerre            | Ligue 2               | 25          | 4           | 0           | 1               | 0               | 0               | 2                 | 2                 | 0                 | -          | -          | -          | -                              | -                              | -                              | -                              | -         | -         | -         | 28    | 6     | 0     |
| 2014-2015             | AJ Auxerre            | Ligue 2               | 8           | 0           | 0           | -               | -               | -               | 3                 | 0                 | 1                 | -          | -          | -          | -                              | -                              | -                              | -                              | -         | -         | -         | 11    | 0     | 1     |
| Sous-total            | Sous-total            | Sous-total            | 50          | 6           | 2           | 1               | 0               | 0               | 6                 | 2                 | 1                 | -          | -          | -          | -                              | -                              | -                              | -                              | -         | -         | -         | 57    | 8     | 3     |
| 2014-2015             | FC Utrecht (prêt)     | Eredivisie            | 17          | 11          | 5           | -               | -               | -               | -                 | -                 | -                 | -          | -          | -          | -                              | -                              | -                              | -                              | -         | -         | -         | 17    | 11    | 5     |
| 2015-2016             | FC Utrecht            | Eredivisie            | 33          | 17          | 4           | 5               | 5               | 1               | -                 | -                 | -                 | -          | -          | -          | -                              | -                              | -                              | -                              | 4         | 2         | 1         | 42    | 24    | 6     |
| 2016-2017             | FC Utrecht            | Eredivisie            | 32          | 13          | 5           | 3               | 1               | 0               | -                 | -                 | -                 | -          | -          | -          | -                              | -                              | -                              | -                              | 4         | 2         | 0         | 39    | 16    | 5     |
| Sous-total            | Sous-total            | Sous-total            | 82          | 41          | 14          | 8               | 6               | 1               | -                 | -                 | -                 | -          | -          | -          | -                              | -                              | -                              | -                              | 8         | 4         | 1         | 98    | 51    | 16    |
| 2017-2018             | Eintracht Francfort   | Bundesliga            | 31          | 9           | 4           | 5               | 4               | 3               | -                 | -                 | -                 | -          | -          | -          | -                              | -                              | -                              | -                              | -         | -         | -         | 36    | 13    | 7     |
| 2018-2019             | Eintracht Francfort   | Bundesliga            | 29          | 15          | 9           | 1               | 0               | 0               | -                 | -                 | -                 | 1          | 0          | 0          | C3                             | 10                             | 5                              | 3                              | -         | -         | -         | 41    | 20    | 12    |
| Sous-total            | Sous-total            | Sous-total            | 60          | 24          | 13          | 6               | 4               | 3               | -                 | -                 | -                 | 1          | 0          | 0          | -                              | 10                             | 5                              | 3                              | -         | -         | -         | 77    | 33    | 19    |
| 2019-2020             | West Ham United       | Premier League        | 32          | 7           | 2           | 2               | 0               | 0               | 1                 | 0                 | 0                 | -          | -          | -          | -                              | -                              | -                              | -                              | -         | -         | -         | 35    | 7     | 2     |
| 2020-2021             | West Ham United       | Premier League        | 16          | 3           | 0           | -               | -               | -               | 3                 | 4                 | 1                 | -          | -          | -          | -                              | -                              | -                              | -                              | -         | -         | -         | 19    | 7     | 1     |
| Sous-total            | Sous-total            | Sous-total            | 48          | 10          | 2           | 2               | 0               | 0               | 4                 | 4                 | 1                 | -          | -          | -          | -                              | -                              | -                              | -                              | -         | -         | -         | 54    | 14    | 3     |
| 2020-2021             | Ajax Amsterdam        | Eredivisie            | 19          | 11          | 5           | 4               | 2               | 2               | -                 | -                 | -                 | -          | -          | -          | C3                             | -                              | -                              | -                              | -         | -         | -         | 23    | 13    | 7     |
| 2021-2022             | Ajax Amsterdam        | Eredivisie            | 29          | 21          | 6           | 2               | 0               | 0               | -                 | -                 | -                 | 1          | 0          | 0          | C1                             | 8                              | 11                             | 2                              | -         | -         | -         | 40    | 32    | 8     |
| Sous-total            | Sous-total            | Sous-total            | 50          | 32          | 11          | 6               | 2               | 2               | -                 | -                 | -                 | 1          | 0          | 0          | -                              | 8                              | 11                             | 2                              | -         | -         | -         | 65    | 45    | 15    |
| 2022-2023             | Borussia Dortmund     | Bundesliga            | 19          | 9           | 5           | 1               | 0               | 0               | -                 | -                 | -                 | -          | -          | -          | C1                             | 2                              | 0                              | 0                              | -         | -         | -         | 22    | 9     | 5     |
| 2023-2024             | Borussia Dortmund     | Bundesliga            | 14          | 0           | 1           | 1               | 2               | 0               | -                 | -                 | -                 | -          | -          | -          | C1                             | 4                              | 1                              | 0                              | -         | -         | -         | 19    | 3     | 1     |
| Sous-total            | Sous-total            | Sous-total            | 33          | 9           | 6           | 2               | 2               | 0               | -                 | -                 | -                 | -          | -          | -          | -                              | 6                              | 1                              | 0                              | -         | -         | -         | 41    | 12    | 6     |
| 2024-2025             | CD Leganés (prêt)     | Liga                  | 8           | 0           | 0           | 1               | 0               | 0               | -                 | -                 | -                 | -          | -          | -          | -                              | -                              | -                              | -                              | -         | -         | -         | 9     | 0     | 0     |
| 2024-2025             | FC Utrecht (prêt)     | Eredivisie            | 16          | 4           | 0           | 2               | 2               | 0               | -                 | -                 | -                 | -          | -          | -          | -                              | -                              | -                              | -                              | -         | -         | -         | 18    | 6     | 0     |
| Total sur la carrière | Total sur la carrière | Total sur la carrière | 348         | 126         | 48          | 27              | 16              | 6               | 10                | 6                 | 2                 | 2          | 0          | 0          | -                              | 24                             | 17                             | 5                              | 8         | 4         | 1         | 419   | 169   | 62    |

## Palmarès

### En club
Eintracht Francfort
- Vainqueur de la Coupe d'Allemagne en 2018

 Ajax Amsterdam
- Champion des Pays-Bas en 2021 et 2022
- Vainqueur de la Coupe des Pays-Bas en 2021
- Finaliste de la Supercoupe des Pays-Bas en 2021

 Borussia Dortmund
- Finaliste de la Ligue des Champions 2023-2024

### En sélection nationale
- Côte d'Ivoire
  - Vainqueur de la Coupe d'Afrique des nations en 2024[35]

### Distinctions individuelles
- Meilleur buteur du Championnat des Pays-Bas  en 2022 (21 buts)
- Co-meilleur buteur de la Coupe de la Ligue anglaise en 2021 (4 buts)
- 13e au classement du Ballon d'Or 2022